# کارلوس آلبرتو ماسارا
کارلوس آلبرتو ماسارا (انگلیسی: Carlos Alberto Massara؛ زادهٔ ۱۹ ژوئن ۱۹۷۸) بازیکن فوتبال اهل آرژانتین است.
از باشگاه‌هایی که در آن بازی کرده‌است می‌توان به باشگاه فوتبال آستراس تریپولی و باشگاه فوتبال آترومیتوس اشاره کرد.